# Neustadtl an der Donau
Neustadtl an der Donau é um município da Áustria localizado no distrito de Amstetten, no estado de Baixa Áustria.